# توماس جيفرسون ويذرز
توماس جيفرسون ويذرز هو محامي وسياسي أمريكي، ولد في 1804، وتوفي في 7 نوفمبر 1865 في مقاطعة كيرشاو في الولايات المتحدة. نشط حزبياً في الحزب الديمقراطي.